# サン＝ディエ＝デ＝ヴォージュ
サン＝ディエ＝デ＝ヴォージュ(Saint-Dié-des-Vosges)はフランス北部、グラン・テスト地域圏の都市である。

## 歴史

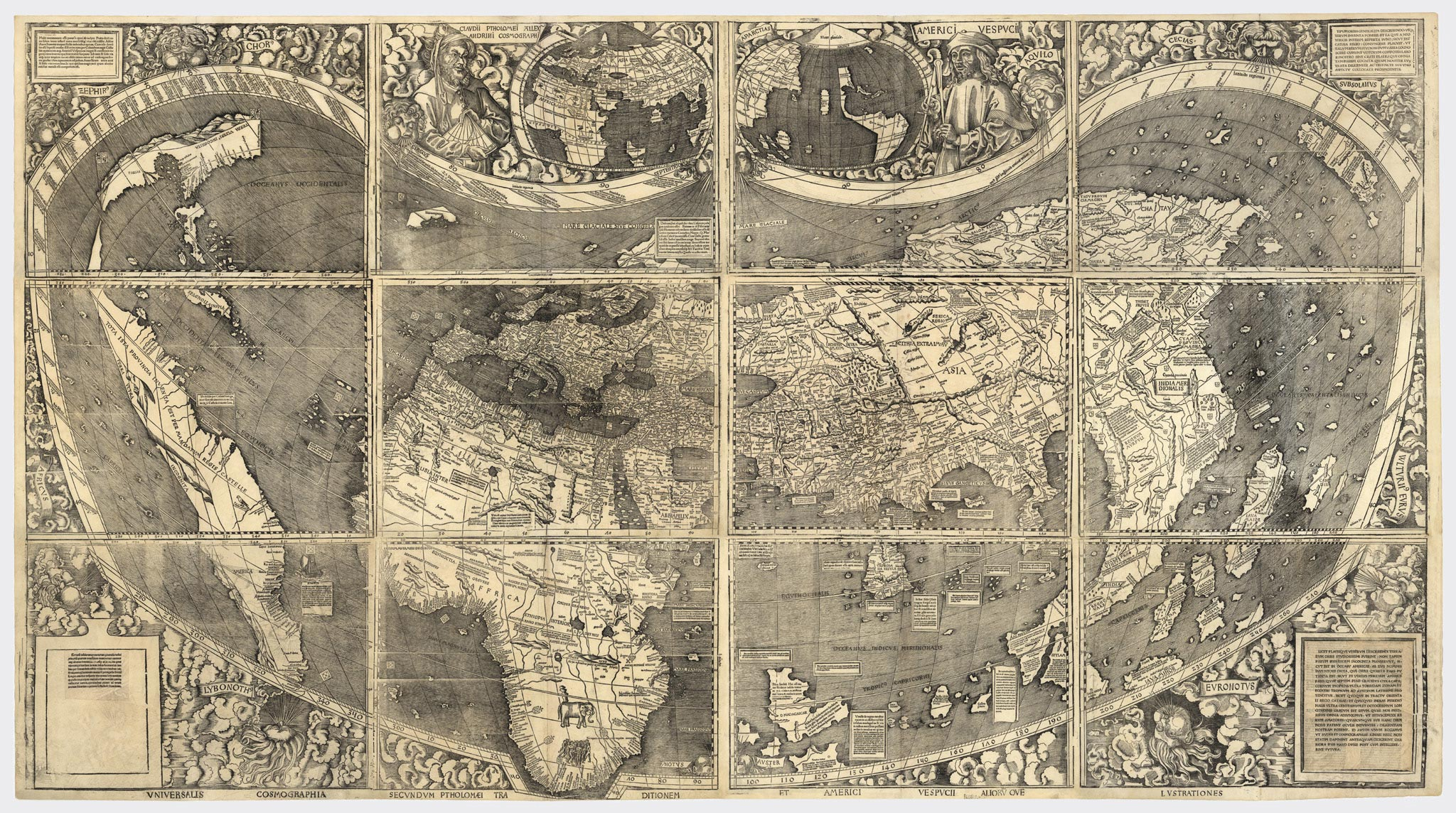
1507年当時の地図Universalis Cosmographia'

## 史跡
- 大聖堂
- 中庭
- 博物館

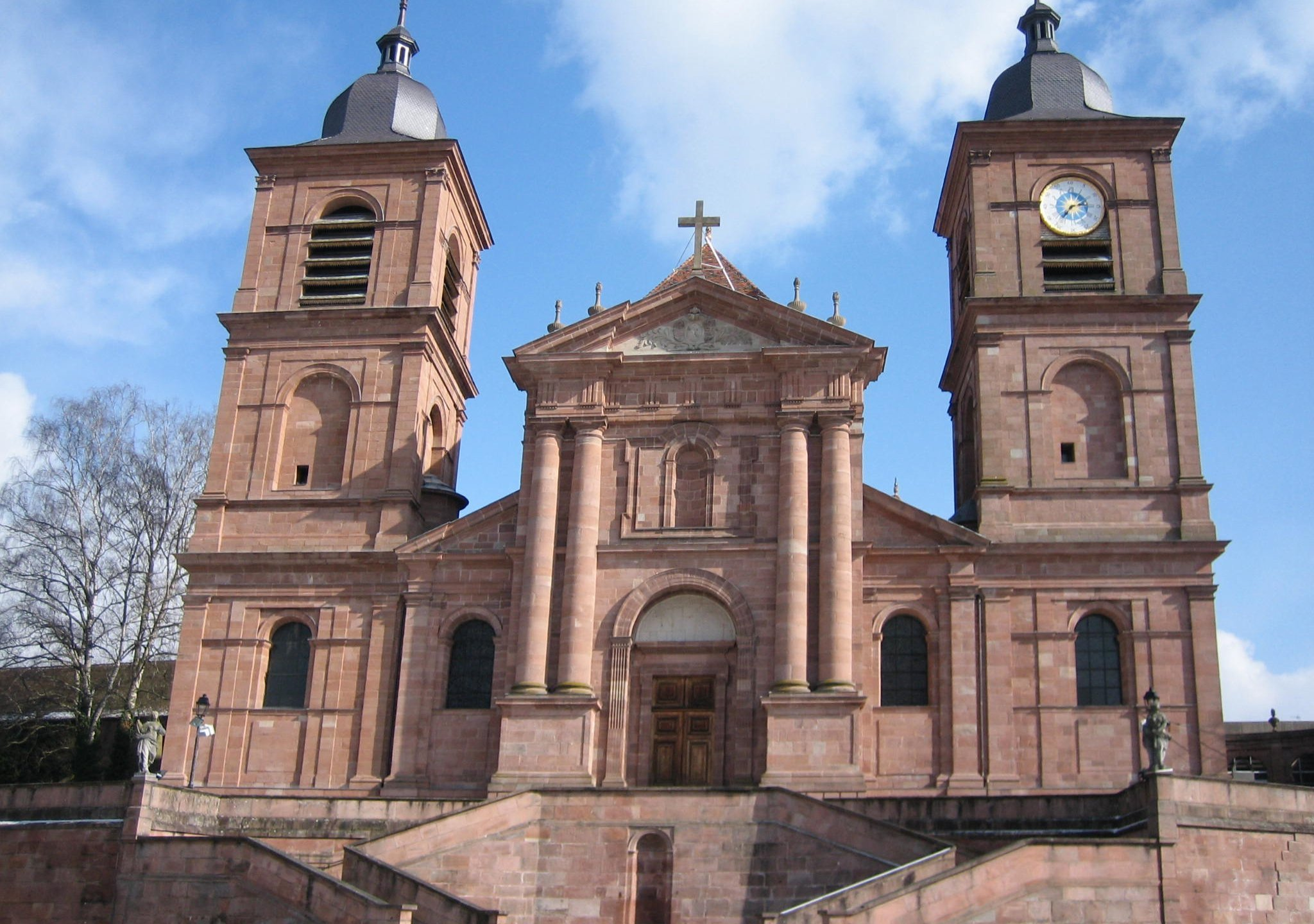
大聖堂

- デュヴァル織物工場 (建築家 ル・コルビュジエの作品)

## 高等教育

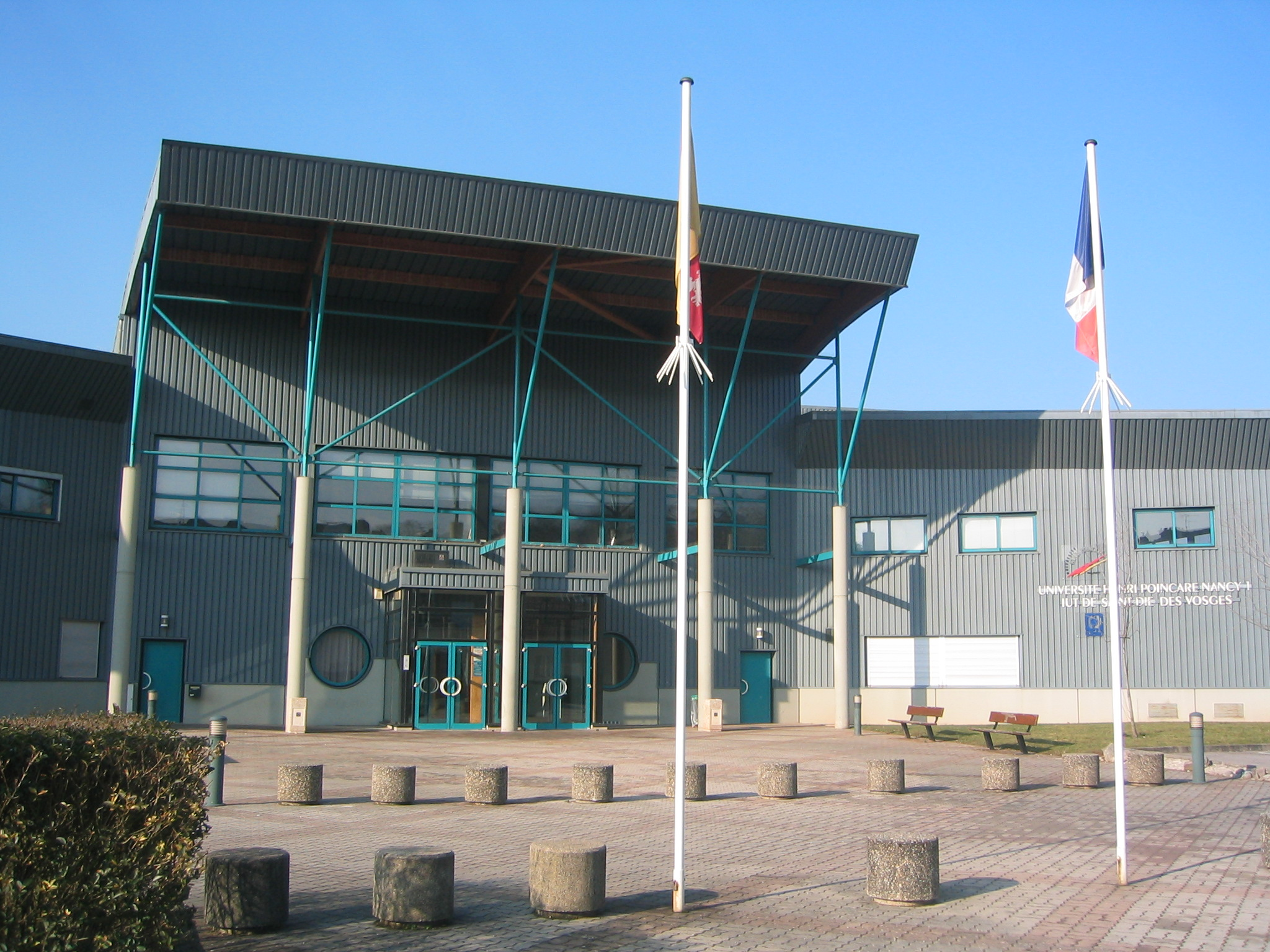
短期大学

工学系の短期大学 (Institut universitaire de technologie)があり、以下の学部がある。
- ロボット工学
- 電子工学
- 情報工学
- マルチメディア
- 通信

## ゆかりのある著名人
- ジュール・フェリー:政治家
- カリドゥ・クリバリ:サッカー選手
- フェルディナン・ブリュノ:言語学者

## 姉妹都市
- フリードリヒスハーフェン , ドイツ
- ザコパネ、ポーランド